# C'mon Everybody
C'mon Everybody è un brano musicale rockabilly composto da Eddie Cochran e Jerry Capehart, pubblicato come nel singolo Don't Ever Let Me Go/C'mon Everybody di Cochran nel 1958.
Si è posizionata al n. 403 nella lista dei 500 migliori brani musicali di sempre redatta dalla rivista Rolling Stone.

## Il brano
Dopo la prima pubblicazione nel 1958, il brano venne ripubblicato in Gran Bretagna (dove Cochran ebbe il maggior successo e dove morì nel 1960) trent'anni dopo, nel 1988.
Quando Cochran incise la parte vocale per la traccia, creò anche una versione alternativa del pezzo intitolata Let's Get Together. L'unica differenza nel testo tra le due versioni sono le parole «Let's get together» al posto di «C'mon everybody» nel ritornello. Questa "versione alternativa" è stata pubblicata in una compilation negli anni sessanta.

## Formazione
- Eddie Cochran - voce, chitarra
- Connie "Guybo" Smith - basso
- Earl Palmer - batteria
- Ray Johnson - piano
- Jerry Capehart- tamburello

## Lascito
La canzone è inserita nella "Rock and Roll Hall of Fame 500". Inoltre, nel 1988 è stata utilizzata dall'azienda Levi Strauss & Co. per uno spot televisivo pubblicitario. Lo spot, intitolato Eddie Cochran e diretto da Syd Macartney, racconta la storia di come (presumibilmente) Sharon Sheeley, attrasse l'attenzione di Cochran indossando un paio di jeans attillati. Nello stesso anno la canzone fu ripubblicata su singolo promozionale. Nel 2020 il brano viene utilizzato per pubblicizzare l'espansione Wastelanders di Fallout 76.

## Cover
- Led Zeppelin – Led Zeppelin (DVD) (Live at the Royal Albert Hall (1970), pubblicato nel 2003)
- Humble Pie – Smokin' (1972)
- Sex Pistols (voce di Sid Vicious) – The Great Rock 'n' Roll Swindle (1978, pubblicato nel 1979)
- UFO – C'Mon Everybody (1981)
- Tomoyasu Hotei - Guitarhythm (1988)
- Bryan Adams - Tracks of My Years, Deluxe Edition (2014)